# 므앙양군
므앙양군은 나콘랏차시마주의 행정 구역이다. 이 지역의 총 인구 수는 2000년 기준으로 28501명이다. 인구 밀도는 111.5km2이다.

## 행정 구역
| 1. | Mueang Yang    | เมืองยาง     |  |
| 2. | Krabueang Nok  | กระเบื้องนอก  |  |
| 3. | Lahan Pla Khao | ละหานปลาค้าว |  |
| 4. | Non Udom       | โนนอุดม      |  |